# Nomedjoh
Nomedjoh (ou Nomedjo) est un village du Cameroun situé dans la région de l'Est et le département du Haut-Nyong. Il fait partie de l'arrondissement (commune) de Lomié.

## Population
Lors du recensement de 2005, la localité comptait 712 habitants.
Ce sont pour la plupart des pygmées baka.